# Leonidas von Trizina

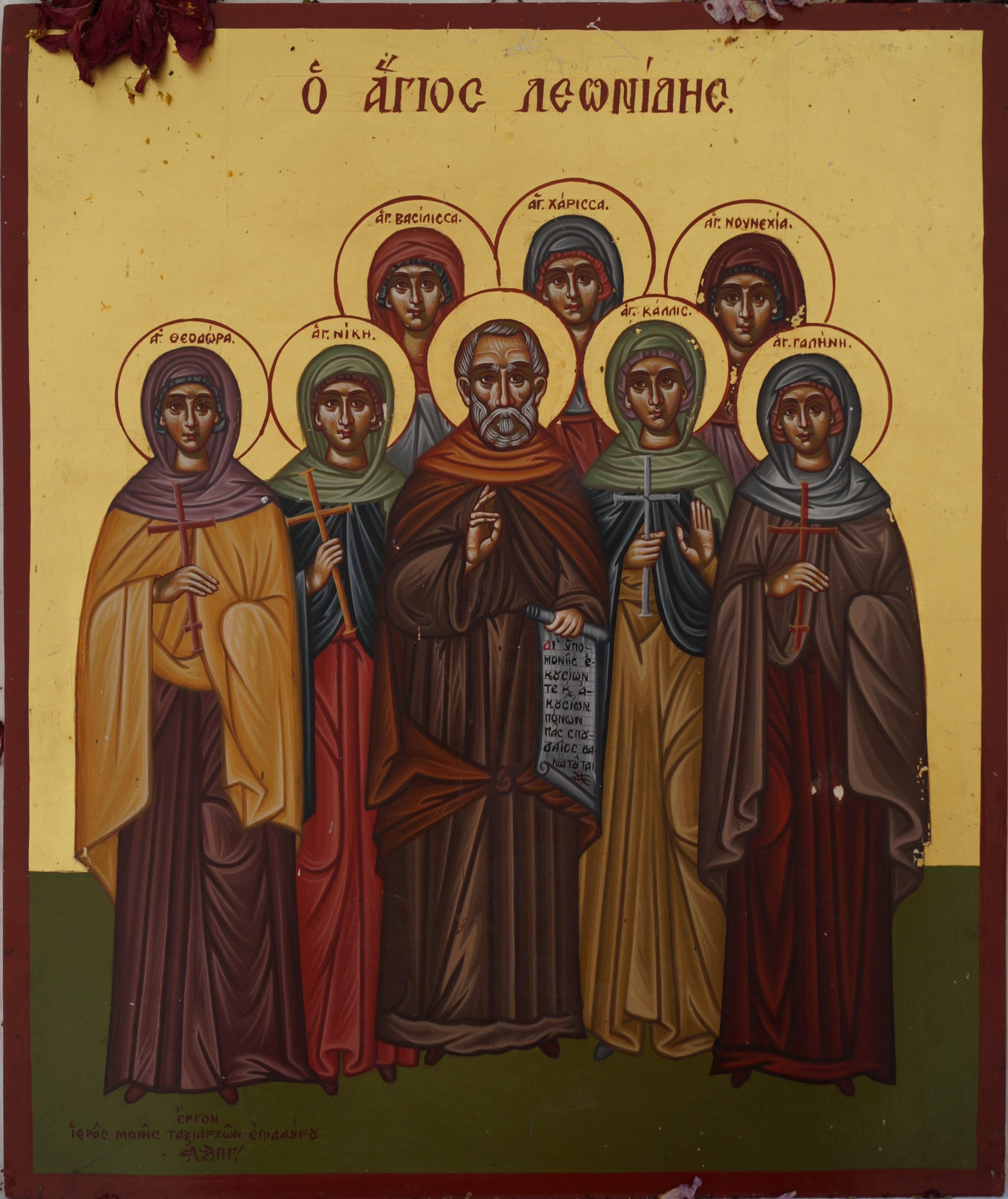
Ikone des heiligen Leonides von Trizina mit den Märtyrerinnen Theodora, Niki, Vasilissa, Charissa, Kallis, Nounechia und Galini.

Leonidas von Trizina oder Leonides von Trizina (neugriechisch Άγιος Λεωνίδης ο Τροιζήνιος) ist ein Heiliger und war Mönch oder Priester von Trizina. Er wurde vermutlich in der zweiten Hälfte des 2. Jahrhunderts geboren und erlitt zwischen 240 und 258 sein Martyrium. Der Feiertag des Leonidas und seiner sieben Begleiterinnen Charissi, Niki, Galini, Kallida, Nounechia, Vasilissa und Theodora ist der 16. April. Die Namen der Begleiterinnen werden unterschiedlich angegeben, so erscheinen auch die Namen: Charisio, Lota, Galla, Callisto, Christiana, Calis und Tertia.

## Martyrium
Leonidas wirkte in der Diözese von Trizina, die zwischen Damala im Süden, Ano Fanari im Westen und Nea Epidavros im Norden lag. Als er im Jahre 250 die Osterfeierlichkeiten beging, wurden er und sieben Begleiterinnen auf Veranlassung des römischen Prokonsuls Venousto festgenommen und nach Korinth geführt. Da er dem Christentum nicht abschwor, wurde er erhängt und mit einem scharfen Messer traktiert. Da er nicht starb, warf man ihn und seine sieben Begleiterinnen ins Meer, damit sie ertrinken sollten. Leonidas sagte, er werde nun eine zweite Taufe empfangen. Anstatt zu ertrinken, liefen sie übers Wasser, als sei es festes Land. Daraufhin band man ihnen schwere Steine um den Hals, fuhr sie mit einem Boot auf das offene Meer und stürzte sie ins Wasser. Einige Tage später wurden ihre Leichen in Lechaion an Land gespült und die Christen Korinths begruben sie an der Küste. Im 5. Jahrhundert wurde Leonidas zu Ehren die Lechaion-Basilika errichtet. Das Baptisterium der Kirche wurde vermutlich über den Gräbern der Märtyrer errichtet.
Über die Jahrhunderte verschmolz er mit Leonidas von Athen und dieser wurde nun auch als Märtyrer von Korinth verehrt.

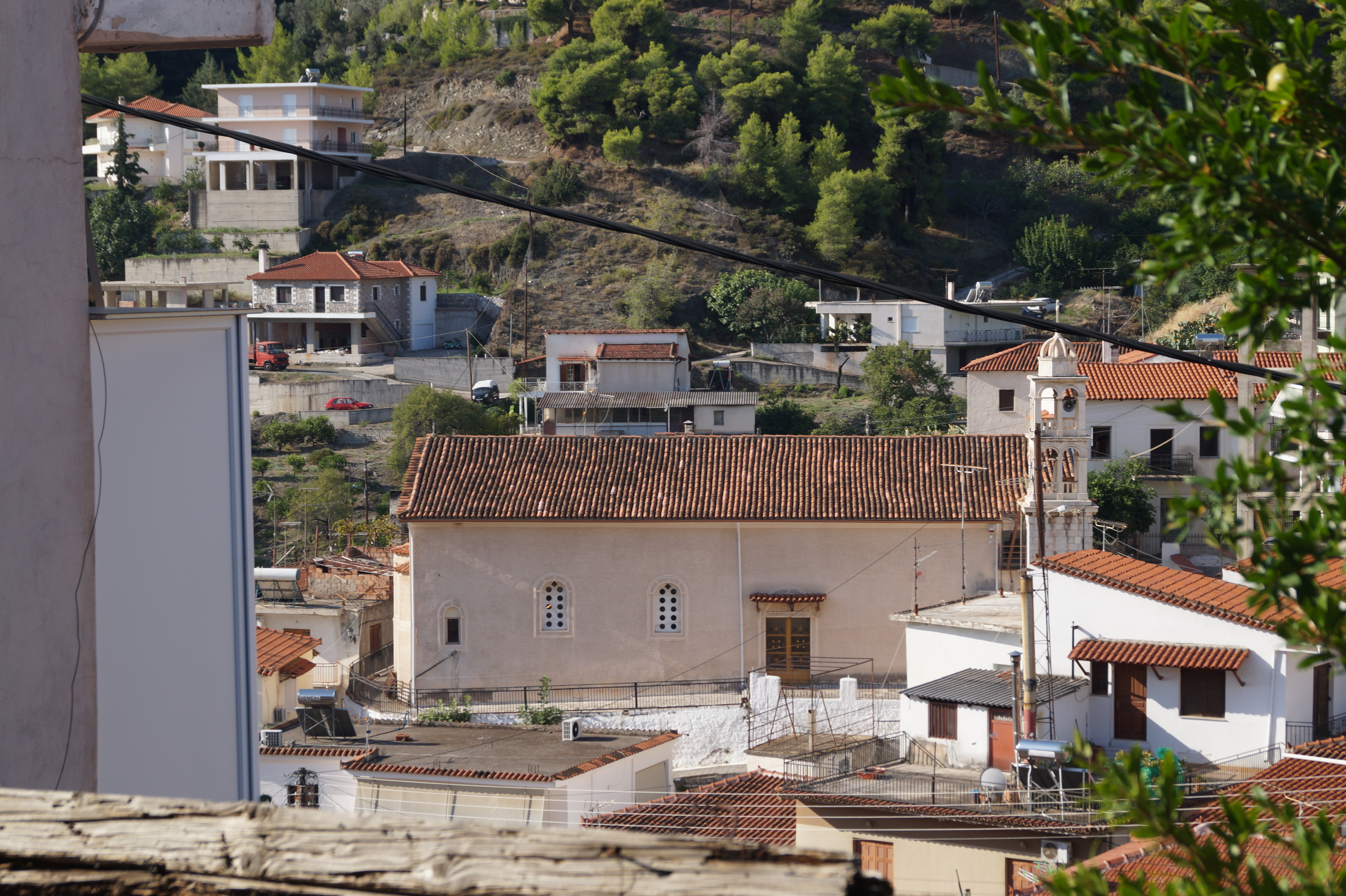
Kirche Evangelistrias in Nea Epidavros: Hier werden die Gebeine der Heiligen aufbewahrt.

## Auffindung der Gebeine der Märtyrer
1916 träumte ein Bewohner von Nea Epidavros, in den Ruinen der Kirche der Panagia gebe es einen verborgenen Schatz. So begab er sich mit anderen Bewohner dorthin, und sie fanden eine Ikone der Panagia. Sie glaubten, die Ikone sei der verhießene Schatz und stellten die Suche ein. Da die Träume von dem verborgenen Schatz andauerten, setzten sie ihre Suche fort und fanden in 70 cm Tiefe die Gebeine von sieben Frauen. Darunter befand sich ein Sarkophag mit den Gebeinen eines Mannes. Man vermutete, dass es sich um die Gebeine des Leonidas von Trizina und seinen Begleiterinnen handelte und brachte sie in die Kirche Evangelistrias, wo sie sich heute noch befinden. Einmal im Jahr, am 16. April, werden in einer feierlichen Prozession die Gebeine der Märtyrer zur 500 m östlich gelegenen Agios Leonidas Kirche gebracht, die direkt neben der Straße nach Korinth steht.